# John Joachim
John Louis Joachim (ur. 8 kwietnia 1874 w Pomeroy, zm. 21 października 1968 w Saint Louis) – amerykański wioślarz, brązowy medalista olimpijski.
Wystąpił na igrzyskach olimpijskich w Saint Louis w 1904 roku, gdzie razem z Johnem Buergerem wywalczył brązowy medal w dwójce bez sternika. Wyprzedzili ich Robert Farnan i Joseph Ryan oraz John Mulcahy i William Varley. W zawodach startowały tylko trzy osady. Był to jego jedyny start olimpijski.